# Курганский радиотелецентр РТРС
Курганский областной радиотелевизионный передающий центр (филиал РТРС «Курганский ОРТПЦ») — подразделение Российской телевизионной и радиовещательной сети (РТРС), основной оператор цифрового эфирного и аналогового эфирного теле- и радиовещания в Курганской области. Филиал обеспечивает 99 % населения Курганской области 20-ю бесплатными цифровыми эфирными телеканалами и тремя радиоканалами в стандарте DVB-T2, входящими в состав первого и второго мультиплексов цифрового эфирного телевидения: «Первый канал», «Россия-1», «Матч ТВ», НТВ, «Пятый канал», «Россия К», «Россия 24», «Карусель», «Общественное телевидение России», «ТВ Центр», «РЕН ТВ», «Спас», СТС, «Домашний», «ТВ-3», «Пятница!», «Звезда», «Мир», ТНТ, «Муз-ТВ», «Радио России», «Маяк», «Вести-FM». До перехода на цифровое эфирное телевидение жители Курганской области могли принимать в среднем две-три аналоговых программы

## История
История развития телевизионного вещания в Курганской области берёт своё начало с лета 1959 года, когда на юго-западной окраине Кургана началось сооружение телевизионной мачты. 1 июня 1960 года стартовало телевизионное вещание на базе вновь созданного Курганского телецентра. Вещание велось с временной мачты — удлинённой крановой стрелы высотой 36 метров с турникетной антенной. Использовался передатчик МТР 2/1.
В сентябре 1961 года завершился монтаж телебашни высотой 180 метров в Кургане и установка антенны, начал работать телевизионный передатчик. Зона покрытия достигала 50-60 км.
1 мая 1963 года состоялась первая телевизионная передача первомайских праздников с площади Ленина в Кургане. В тот же день была впервые принята по радиорелейной линии (РРЛ) из Свердловска Первая программа Центрального телевидения. Курганские телезрители увидели на своих экранах Красную Площадь, Мавзолей Ленина, Никиту Хрущёва и Фиделя Кастро. С этого года начались ежедневные трансляции телепередач из Москвы.
1 ноября 1963 года в Кургане введена в действие двухпрограммная УКВ ЧМ радиостанция «Дождь-2», началась трансляция Первой программы Всесоюзного радио, затем радиостанции «Маяк».
Телевизионные ретрансляторы были установлены на радиорелейных станциях в Каргаполье и Катайске ещё в период строительства РРЛ. Следом были введены в эксплуатацию ретрансляторы в Шумихе (1963), Куртамыше (1964) и Лебяжье (1964).
В апреле 1969 года на базе телецентра были созданы два предприятия: радиотелевизионная передающая станция (РПС) в системе Министерства связи СССР и радиотелецентр Курганского комитета по телевидению и радиовещанию. В состав РПС вошли все антенные опоры, передатчики и телевизионные ретрансляторы, средства радиосвязи. Вскоре РПС была переименована в Курганский ОРТПЦ (Областной радиотелевизионный передающий центр).
30 июня 1971 года в Кургане введена в строй телевизионная станция «Якорь» мощностью 5 кВт по изображению и 2,5 кВт по звуку. Станция заменила МТР-2/1.
В 1975 году на востоке области, в Макушино начала работу мощная радиотелевизионная передающая станция (РТПС) с передатчиками «Зона» и «Дождь-2». Радиус охвата составил 67 км.
1 апреля 1977 года в Кургане радиотелецентр ввёл в эксплуатацию телевизионную станцию Второй программы ЦТ «Зона-1» чехословацкой фирмы «Тесла». Жители Кургана получили возможность смотреть передачи по двум каналам. Курганская студия телевидения перешла на двухпрограммное вещание.
В 1980 году в западной части области, в городах Шумиха и Шадринск введены в эксплуатацию РТПС с передатчиками «Зона-2» и «Дождь-2». Уверенный приём стал доступен в радиусе 60-70 км.
В том же году сразу после запуска РТПС в Шадринске начала работу средневолновая радиостанция СРВ-7. Радиостанции СРВ-5 были введены в эксплуатацию на Шумихинской РТПС в 1987 году, на Макушинской РТПС — в 1991 году.
На средних волнах, на частоте 918 кГц транслировалась радиопрограмма «Маяк». Радиопередатчики «Дождь-2», установленные на РТПС, передавали «Радио России» и радиостанцию «Юность».
В 1986—1989 годах после ввода в действие радиостанций АТРС-5/1 в Шумихе, Макушино,ТВ-20/4 в Шадринске существенно расширилась зона вещания Второй программы ЦТ.
В 80-х годах началось внедрение системы приёма программ с помощью спутниковых приёмных станций «Москва». Произошёл перелом в качестве вещания маломощных ретрансляторов. Все вновь создаваемые объекты телевещания имели спутниковую приёмную станцию.
С середины 90-х годов полным ходом шла замена ламповых передатчиков на твердотельные. Это позволило снизить эксплуатационные расходы и увеличить надёжность услуг связи. В 2005 году введены в эксплуатацию 16 передатчиков мощностью 100 Вт (включая передатчики, заменившие устаревшие) для трансляции телеканалов «Первый канал», «Россия 1», НТВ и «Россия К».

## Деятельность
«Российская телевизионная и радиовещательная сеть» основана Указом Президента РФ № 1031 от 13 августа 2001 года, вскоре Курганский радиотелецентр стал курганским филиалом РТРС.
В 2007 году запущена загрузочная станция спутниковой связи, создана сеть регионального вещания радио и телевидения в Курганской области.
7 декабря 2009 года подписана федеральная целевая программа (ФЦП) «Развитие телерадиовещания в Российской Федерации на 2009—2018 годы». Основным направлением деятельности курганского филиала РТРС стал перевод региональных сетей эфирного вещания с аналогового на цифровой формат.
Строительство сети цифрового телевидения в Зауралье шло в три этапа. Первый этап — замена оборудования для перехода с аналогового вещания на цифровое на четырёх действующих объектах связи в населённых пунктах: Курган, Макушино, Шумиха и Шадринск. Второй этап — это проведение реконструкции на трёх действующих объектах связи в Верхнесуерском, Половинном и Верхней Тече. Третий этап — замена антенных опор, расположенных в Рыбном, Комсомольской, Куртамыше и строительство 16 новых объектов цифровой телевизионной сети.
В январе 2013 года, практически одновременно с запуском цифрового вещания в Кургане, открылся центр консультационной поддержки цифрового телевидения.
С октября 2013 года 20 каналов цифрового телевидения принимали уже более 60 % жителей Курганской области.
В начале 2015 года курганский филиал РТРС завершил строительство сети эфирного вещания пакета цифровых телеканалов РТРС-1 (первый мультиплекс) в Курганской области.
В декабре 2017 года курганский филиал РТРС начал вещание программ ГТРК «Курган» на каналах «Россия-1» и «Радио России» в составе первого мультиплекса.
В 2018 году РТРС завершил перевод трансляции телеканалов первого мультиплекса на формат 16:9. В конце декабря 2018 года в полном объеме заработал второй мультиплекс.
План отключения аналогового телевидения в России утверждён решением Правительственной комиссии по развитию телерадиовещания от 29 ноября 2018 года. Курганская область вошла во второй этап отключения аналогового сигнала.
Аналоговое вещание федеральных обязательных общедоступных телерадиоканалов в Курганской области было отключено 15 апреля 2019 года. Всего, к моменту отключения аналогового телевидения, на 33 объектах курганского филиала РТРС работало 106 аналоговых передатчиков.
После отключения трансляции аналоговых телепрограмм, на их частотах было размещено сообщение о необходимости перехода на приём цифрового телевидения. Заставка передавалась в течение недели. Всего в Курганской области работали более 600 волонтёров, которые помогали одиноким пенсионерам и пожилым людям в настройке цифрового телевидения.
Региональные телеканалы и телеканалы, не входящие в состав мультиплексов, продолжили аналоговое вещание.
С апреля 2019 года заработала цифровая студия ГТРК «Курган», в любом уголке области стали доступны местные новости в высоком качестве на каналах «Россия-1» и «Россия-24».
24 сентября 2020 года в Кургане запустили радиостанцию  «Вести FM» на частоте 87.9 МГц.
В 2021 году в городах Шадринск, Шумиха, Макушино, Шатровском, Каргапольском, Звериноголовском и Целинном районах введены в строй новые радиопередатчики FM-диапазона. Это явилось частью совместной масштабной программы ВГТРК и РТРС по расширению сети радиовещания. С запуском FM-радиостанции на РТПС Макушино, вещание с которой охватывает всю восточную часть области, в Зауралье завершён перевод сети радиовещания из УКВ в FM-диапазон, и аудитория «Радио России» в FM-диапазоне достигла 90% жителей Курганской области.
Цифровая телесеть РТРС в Курганской области состоит из 26 объектов вещания и охватывает телесигналом 99 % жителей региона.

## Организация вещания
РТРС транслирует в Курганской области:
- 20 телеканалов и три радиостанции в цифровом формате. Первый мультиплекс в Кургане вещает на частоте 37 ТВК (602 МГц), второй — на 49 ТВК (698 МГц)[33].
- 10 радиостанций в аналоговом формате.

Инфраструктура эфирного телерадиовещания курганского филиала РТРС включает:
- областной радиотелецентр;
- пять производственных подразделений;
- центр формирования мультиплексов;
- 26 объектов цифрового вещания;
- 28 АМС;
- 64 передатчика;
- 109 приёмных земных спутниковых станций[34].

## Награды
Указом Президента Российской Федерации от 20 января 2015 года № 25 за достигнутые трудовые успехи, большие заслуги в развитии телерадиовещания и многолетнюю плодотворную деятельность, начальник цеха курганского филиала РТРС с 2008 по 2018 годы Валерий Евстафьев награждён медалью ордена «За заслуги перед Отечеством» I степени.
Указом Президента Российской Федерации от 1 февраля 2018 года № 45 за большой вклад в развитие телерадиовещания, многолетнюю плодотворную деятельность и большие заслуги в выполнении федеральной целевой программы «Развитие телерадиовещания в Российской Федерации на 2009—2018 годы» директор курганского филиала РТРС с 2004 по 2018 годы Александр Козлов удостоен медали ордена «За заслуги перед Отечеством» II степени.